# Snakeball
Snakeball és un videojoc descarregable per PSN al PlayStation Store.

## Jugabilitat
Snakeball és un remake en 3D del clàssic videojoc Snake. Els jugadors estan sobre un terra semblant al d'una discoteca, en el qual s'ha de col·leccionar boles de colors per aconseguir punts. La càmera PlayStation Eye pot ser utilitzat per fer una foto de la vostra cara i posar-la al videojoc. El videojoc suporta el mode en línia de multijugador fins a 8 jugadors.